# (117435) Severochoa
(117435) Severochoa (2005 AJ29) – planetoida z pasa głównego asteroid okrążająca Słońce w ciągu 4,63 lat w średniej odległości 2,78 j.a. Odkryta 14 stycznia 2005 roku.